# Đảng Tiến bộ Nhân dân (Guyana)
Đảng Tiến bộ Nhân dân (PPP/C) là một đảng chính trị cánh tả ở Guyana. Đảng này hiện đang nắm giữ 33 trong số 65 ghế trong Quốc hội và là đảng đang thống trị đất nước. Đây cũng là đảng cầm quyền trong nhiều kì, gần đây nhất là từ năm 1992 đến 2015. Trong bối cảnh chính trị bị chia rẽ về mặt dân tộc ở Guyana, PPP là một tổ chức đa sắc tộc được ủng hộ chủ yếu bởi người Ấn-Guyana.

## Kết quả bầu cử
Lưu ý: các cuộc bầu cử được biểu thị bởi § được cho là không tự do cũng không công bằng. 
| Năm bầu cử | Số ghế giành được | +/-        | Thứ hạng |
| ---------- | ----------------- | ---------- | -------- |
| 2020       | 33 / 65           | 1          | 1        |
| 2015       | 32 / 65           | Giữ nguyên | 2        |
| 2011       | 32 / 65           | 4          | 1        |
| 2006       | 36 / 65           | 2          | 1        |
| 2001       | 34 / 65           |            | 1        |
| 1997       | 29 / 53           | 1          | 1        |
| 1992       | 28 / 53           | 20         | 1        |
| 1985 §     | 8 / 53            | 2          | 2        |
| 1980 §     | 10 / 53           | 4          | 2        |
| 1973 §     | 14 / 53           | 5          | 2        |
| 1968 §     | 19 / 53           | 5          | 2        |
| 1964       | 22 / 53           |            | 1        |
| 1961       | 20 / 35           |            | 1        |
| 1957       | 9 / 14            |            | 1        |
| 1953       | 18 / 24           | Mới        | 1        |

## Tổng thống

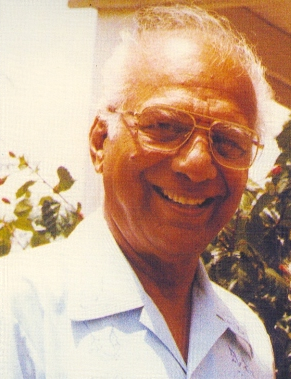
Cheddi Jagan (1992-1997)
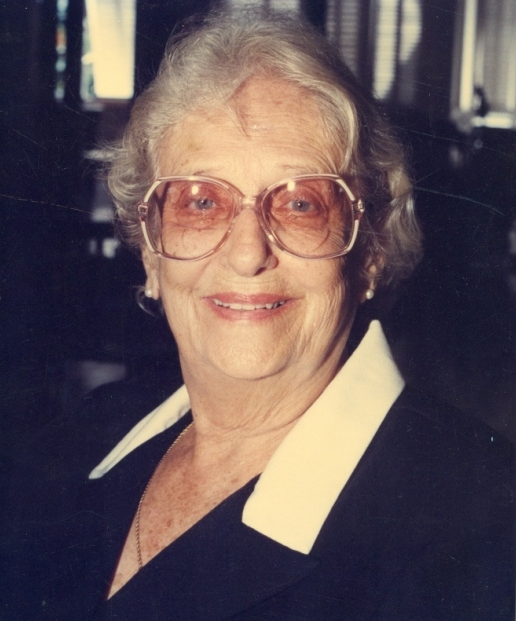
Janet Jagan (1997-1999)
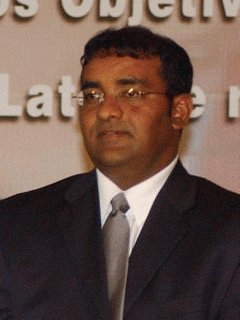
Bharrat Jagdeo (1999-2011)
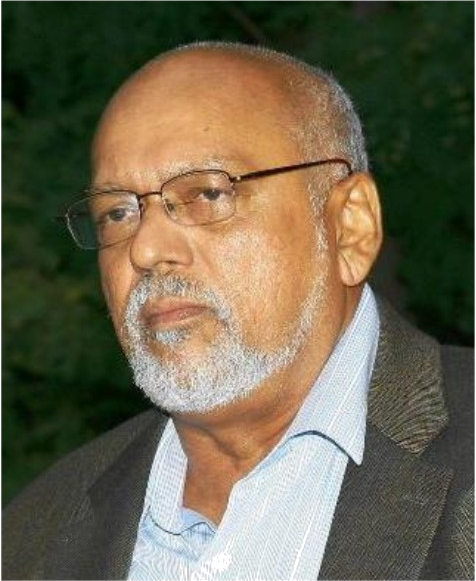
Donald Ramotar (2011-2015)
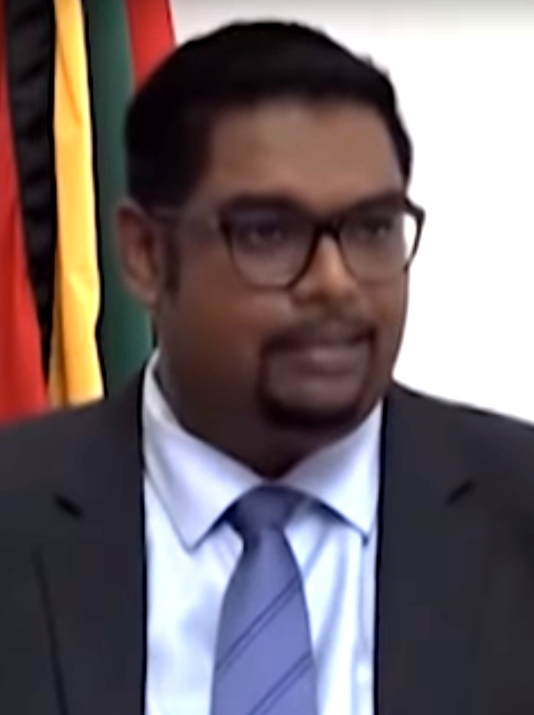
Irfaan Ali (2020–)